# Qeshlāq Pol
Qeshlāq Pol (persiska: قشلاق پل) är en ort i Iran.   Den ligger i provinsen Kurdistan, i den nordvästra delen av landet, 500 km väster om huvudstaden Teheran. Qeshlāq Pol ligger 1 475 meter över havet och antalet invånare är 161.
Terrängen runt Qeshlāq Pol är huvudsakligen kuperad. Qeshlāq Pol ligger nere i en dal.Runt Qeshlāq Pol är det ganska glesbefolkat, med 50 invånare per kvadratkilometer. Närmaste större samhälle är Saqqez, 18,7 km norr om Qeshlāq Pol. Trakten runt Qeshlāq Pol består i huvudsak av gräsmarker.